# Gare de Réding
Gare de Réding vasútállomás Franciaországban, Réding településen.

## Vasútvonalak
Az állomást az alábbi vasútvonalak érintik:
- Noisy-le-Sec-Strasbourg-Ville-vasútvonal
- Réding–Metz-Ville-vasútvonal
- Réding-Diemeringen-vasútvonal

## Kapcsolódó állomások
A vasútállomáshoz az alábbi állomások vannak a legközelebb:
- Gare de Sarrebourg
- Gare de Lutzelbourg